# Вольф, Франк
Вальтер Франк Герман Вольф (11 мая 1928 — 12 декабря 1971) — американский актёр, чья карьера в кино началась с ролей в пяти постановках Роджера Кормана 1958—1961 годов и закончилась десять лет спустя в Риме, после многих появлений в фильмах европейского производства, большинство из которых были сняты в Италии.

## Ранние годы
Уроженец Сан-Франциско, Вольф был сыном врача из области залива Сан-франциско. Оба его родителя были немецкого происхождения. Старший Вольф, политический и социальный индивидуалист, призвал молодого Франка пойти по нетрадиционному пути. Франк учился в Калифорнийском университете в Лос-Анджелесе, где изучал актёрское и сценическое мастерство, писал и ставил пьесы и подружился с другим актёром и режиссёром, Монте Хеллманом. В период с 1957 по 1961 год Вольф появился почти в 20 эпизодах телесериалов и художественных фильмов, некоторые из которых относятся к жанрам ужасов и научной фантастики.

## Карьера с Роджером Корманом
У Вольфа были эпизодические роли в его первых двух фильмах: «Бандит» и «Женщина-оса» Роджера Кормана. Первая, черно-белая гангстерская мелодрама 1958 года, за работу в которой Вольф даже не получил гонорар, была представлена как повествование от первого лица главным героем, вымышленным боссом Корпорации убийств Джо Санте (Стив Кокран). Первый жанровый фильм Вольфа был типично манерным фильмом ужасов, снятым в 1959 году, в котором владелица косметического бизнеса (Сьюзан Кэбот) становится монстром после использования одной из своих экспериментальных омолаживающих формул. У Вольфа там есть одна запоминающаяся сцена.
Однако позже в том же году статус Вольфа резко увеличился до одного из актёров второго плана в двух постановках Кормана, написанных Чарльзом Б. Гриффитом, «Чудовище из Проклятой пещеры» и «Атака лыжного отряда». Снятые одним заходом в заснеженной пустыне за пределами Дедвуда, Южная Дакота, в фильмах использовалась одна и та же съемочная группа и актёрский состав, в который, помимо Вольффа, входили Майкл Форест, Уолли Кампо, Ричард Синатра (племянник певца Фрэнка Синатры) и Шейла Кэрол. Первый из двух, «Чудовище…», снятый для Кормана другом Вольфа из Калифорнийского университета в Лос-Анджелесе, Монте Хеллманом, остается хорошо запоминающимся малобюджетным фильмом ужасов, в котором паукообразное существо угрожает трём грабителям во главе с Вольфом, застрявшим в заснеженной ловушке. Напротив, «Атака…» с таким же скудным бюджетом, в которой Корман взял бразды правления на себя, оказалась малоизвестной короткометражкой о Второй мировой войне, в которой четвёрка солдат на лыжах бредёт по заснеженному ландшафту. Лидеру группы, высокому и крепкому лейтенанту (Майкл Форест), сыгравшему похожего лесничего в «Чудолвеще..», постоянно бросает вызов презрительный сержант (Вольф). Впервые «Чудовище…» был показан в октябре 1959 года, но в конечном итоге он был объединён в сдвоенном показе с «Женщиной-осой», премьера которой, в соответствии со связью со штатом Дакота других фильмов, состоялась в Бисмарке, Северная Дакота, 12 февраля 1960 года. В предыдущем месяце Вольф трижды появлялся на телевидении: "Неприкасаемые " (7 января), «Годы беззакония» (19 января) и «Сыромятная плеть» (29 января). У него также была третья роль Барона, владельца ночного клуба, который отказывается дать ещё один шанс трубачу-алкоголику Джеку Клагману в эпизоде Сумеречной зоны «Проход для трубы», который транслировался 20 мая.
В 1958 году Вольф появился с другой приглашённой звездой, Строзером Мартином, в эпизоде «Пит Хенке» вестерна NBC «Джефферсон Драм», где Джефф Ричардс играл главную роль редактора газеты. 

## Переезд в Европу
Осенью 1960 года Вольф поехал в Грецию, чтобы сыграть одну из главных ролей в другом малобюджетном фильме «Атлас» режиссёра Роджера Кормана по сценарию Чарльза Б. Гриффита (выпущенного в мае 1961 года). Заглавная роль снова была отдана мускулистому завсегдатаю Кормана, Майклу Форесту, а главная женская роль досталась Барбуре Моррис, которая с 1957 по 1967 год работала исключительно на Кормана, снявшись в тринадцати его фильмах, включая «Женщину-Осу». В «Атласе» Вольф сыграл вероломного царя Праксимеда, главного злодея, которого выделили несколько критиков, рецензировавших фильм. С короткой бородой Праксимед был то обаятельным, то остроумным, то властным, то угрожающим.
По совету Кормана Вольф остался в Европе и стал известным характерным актёром, снявшимся в более чем пятидесяти фильмах 1960-х годов, в основном итальянского производства, включая криминальные / саспенсные «джалло» и спагетти-вестерны. В начале своей европейской карьеры он вернулся в Грецию, чтобы сыграть одну из главных ролей в своем самом престижном фильме, номинированном на премию «Оскар» 1963 года в категории «Лучший фильм» «Америка, Америка», который продюсер, режиссёр и сценарист Элиа Казан снимал на месте. В роли Вартана Дамадяна, армянского друга главного героя, которого играет Статис Гиаллелис, усатый Вольф показал сложную, многогранную личность.
Многочисленные итальянские фильмы Вольфа 1960-х годов включали «Четыре дня Неаполя», «Сальваторе Джулиано», «Демон», «Смерть наступила вчера вечером», «Великое безмолвие», «Бог простит… Я — нет!», «Один доллар это слишком много» и «Однажды на Диком Западе». Его также можно видеть в нескольких эпизодах британских сериалов, таких как «Святой» и «Барон».

## Смерть
Вольф покончил жизнь самоубийством, перерезав себе горло в ванной комнате своего гостиничного номера в Риме, в нескольких шагах от отеля Hilton, в возрасте 43 лет 12 декабря 1971 года. Актёр давно переживал глубокий депрессивный кризис из-за расставания со своей женой Элис Кэмпбелл, которая жила, как и он, в Риме. Согласно одной из гипотез, Вольф случайно поранился лезвием бритвы. Выронив лезвие, актёр взял второе, которым перерезал себе сонную артерию.
Его тело было найдено его 24-летним австрийским другом в тот же день, и полиция заявила, что он перерезал себе горло. Было высказано предположение, что безответная любовь к молодой женщине могла способствовать роковому поступку Вольфа, уже какое-то время страдавшего нервным срывом, после того как его жена ушла от него к другому мужчине.
Последние два фильма итальянского производства с участием Вольфа, «Милан Калибр 9» и «Когда женщины потеряли хвосты», были выпущены после его смерти в 1972 году. Его роль в англоязычной версии Milan Caliber 9 была озвучена его частым партнёром по съёмочной площадке и соседом по комнате на момент его смерти Майклом Форестом.
 